# Sant Jòrdi (Ardecha)
Sant Jòrdi (en francès Saint-Georges-les-Bains) és un municipi francès situat al departament de l'Ardecha i a la regió d'Alvèrnia-Roine-Alps. L'any 2007 tenia 1.979 habitants.

## Demografia

### Població
El 2007 la població de fet de Saint-Georges-les-Bains era de 1.979 persones. Hi havia 728 famílies de les quals 128 eren unipersonals (52 homes vivint sols i 76 dones vivint soles), 248 parelles sense fills, 320 parelles amb fills i 32 famílies monoparentals amb fills.
La població ha evolucionat segons el següent gràfic:
Habitants censats

### Habitatges
El 2007 hi havia 824 habitatges, 747 eren l'habitatge principal de la família, 34 eren segones residències i 43 estaven desocupats. 771 eren cases i 52 eren apartaments. Dels 747 habitatges principals, 622 estaven ocupats pels seus propietaris, 113 estaven llogats i ocupats pels llogaters i 12 estaven cedits a títol gratuït; 1 tenia una cambra, 24 en tenien dues, 86 en tenien tres, 203 en tenien quatre i 433 en tenien cinc o més. 608 habitatges disposaven pel capbaix d'una plaça de pàrquing. A 258 habitatges hi havia un automòbil i a 461 n'hi havia dos o més.

### Piràmide de població
La piràmide de població per edats i sexe el 2009 era:
| Homes | Edats   | Dones |
| ----- | ------- | ----- |
| 0     | 95 o +  | 0     |
| 4     | 90 a 94 | 4     |
| 24    | 85 a 89 | 8     |
| 16    | 80 a 84 | 16    |
| 12    | 75 a 79 | 28    |
| 28    | 70 a 74 | 28    |
| 40    | 65 a 69 | 44    |
| 52    | 60 a 64 | 40    |
| 48    | 55 a 59 | 44    |
| 100   | 50 a 54 | 100   |
| 72    | 45 a 49 | 84    |
| 72    | 40 a 44 | 72    |
| 28    | 35 a 39 | 44    |
| 60    | 30 a 34 | 52    |
| 56    | 25 a 29 | 64    |
| 44    | 20 a 24 | 32    |
| 76    | 15 a 19 | 48    |
| 44    | 10 a 14 | 72    |
| 52    | 5 a 9   | 44    |
| 52    | 0 a 4   | 44    |

## Economia
El 2007 la població en edat de treballar era de 1.304 persones, 947 eren actives i 357 eren inactives. De les 947 persones actives 861 estaven ocupades (452 homes i 409 dones) i 86 estaven aturades (34 homes i 52 dones). De les 357 persones inactives 134 estaven jubilades, 114 estaven estudiant i 109 estaven classificades com a «altres inactius».

### Ingressos
El 2009 a Saint-Georges-les-Bains hi havia 770 unitats fiscals que integraven 1.995 persones, la mediana anual d'ingressos fiscals per persona era de 19.738 €.

### Activitats econòmiques
Dels 68 establiments que hi havia el 2007, 1 era d'una empresa extractiva, 3 d'empreses alimentàries, 4 d'empreses de fabricació d'altres productes industrials, 20 d'empreses de construcció, 18 d'empreses de comerç i reparació d'automòbils, 2 d'empreses de transport, 2 d'empreses d'informació i comunicació, 2 d'empreses financeres, 1 d'una empresa immobiliària, 10 d'empreses de serveis, 2 d'entitats de l'administració pública i 3 d'empreses classificades com a «altres activitats de serveis».
Dels 21 establiments de servei als particulars que hi havia el 2009, 2 eren tallers de reparació d'automòbils i de material agrícola, 6 paletes, 4 guixaires pintors, 1 fusteria, 2 lampisteries, 2 electricistes, 1 empresa de construcció, 2 perruqueries i 1 agència immobiliària.
Dels 4 establiments comercials que hi havia el 2009, 1 era una botiga de menys de 120 m², 2 fleques i 1 una botiga de mobles.
L'any 2000 a Saint-Georges-les-Bains hi havia 22 explotacions agrícoles que ocupaven un total de 56 hectàrees.

## Equipaments sanitaris i escolars
L'únic equipament sanitari que hi havia el 2009 era un hospital de tractaments de mitja durada (seguiment i rehabilitació).
El 2009 hi havia 1 escola maternal i 1 escola elemental.

## Poblacions més properes
El següent diagrama mostra les poblacions més properes.